# کادانس
|  |
|  |
|  |
|  |

در تئوری موسیقی، فرود یا کَدانس (فرانسوی: Cadence‎) که در فارسی بصورت کادانس خوانده می‌شود یک نوع پیکربندی ملودیک یا هارمونیک است که احساس توقف، پایان و فرود در یک قطعه موسیقی را ایجاد می‌کند.

## تعریف
کادانس هارمونیک در یک قطعهٔ موسیقی حداقل دارای دو آکورد است که نتیجه‌بخشِ «فرود» در موسیقی است و نوع ریتمیک آن نیز با یک الگوی مشخص می‌تواند پایان بخش باشد.
کادانس بستگی به حس و نوع آن می‌تواند قوی یا ضعیف باشد و با توجه به ملودی و نوع وصل آکوردها طبقه‌بندی می‌شود. «ریتمِ هارمونیک» نقش مهمی در وقوع این احساس ایفا می‌کند.

## تاریخچه
در کنسرتو‌های اولیه، کادانس به عنوان قطعه‌ای مستقل و بیشتر، قبل از پایان موومان اول، توسط تکنواز بدون همراهی ارکستر به صورت بداهه‌نوازی اجرا می‌شد. در این نوع از کادانس‌ها، نوازنده با الهام از ملودی‌ها و تکنیک‌های همان موومان و توانایی‌های خود، به صورت آزاد قطعه را اجرا می‌کرد. در ادامه و به تدریج این نوع کادانس‌ها برای همهٔ موومان‌ها اجرا می‌شد و آهنگسازان تصمیم گرفتند که خود برای این قسمت‌ها کادانس نوشته و دارای میزان‌بندی مشخص باشد.
در دوران قواعد مشترک طبق اصولِ هارمونی، کادانس‌ها به چهار نوع تقسیم می‌شدند و مشخص بود که قطعهٔ موسیقی دارای ایست موقت، حرکتی فریب‌دهنده یا به دنبال پایانِ قطعه است. در این روش از سیستم عددنویسی رومی استفاده می‌شود و عبارتند از: کادانس کامل، کادانس پلاگال یا مذهبی، کادانس فریب دهنده و کادانس نیمه‌تمام

## انواع کادانس
|  |
|  |
|  |
|  |
|  |
|  |
|  |
|  |

### کادانس کامل
یک کادانس هنگامی مهم، معتبر و استاندارد است که از وصل درجه پنج (V) آکورد به درجهٔ یک (I) حاصل ‌شود. در این نوع کادانس ممکن است یک فاصله هفتم نسبت به پایه (V7) به آکورد اضافه شود. در کادانس کامل، معمولاً قبل از آکورد درجهٔ پنج، از درجهٔ دوم (II) یا چهارم (IV) برای بیانِ بهتر نیز استفاده می‌شود. در کادانس کامل، درجات پنج و یک به حالت پایگی قرار گرفته و معکوس نمی‌شوند و چنانچه پایهٔ آکوردِ آخر، هم در بخش باس باشد و هم در سوپرانو تکرار شود، به عنوان قوی‌ترین کادانس یا «کادانسِ کاملِ درست» شناخته می‌شود.
- کادانس مذکر

در صورتی که آکوردِ آخر با تأکید روی ضرب قوی میزان به پایان برسد، کادانس مذکر نامیده می‌شود.
- کادانس مؤنث

دراین کادانس آکوردِ آخر روی ضربِ ضعیفِ میزان (ضرب دوم) یا روی ضربِ نیمه ضعیفِ میزان (ضرب سوم) قرار می‌گیرد.

### کادانس پلاگال
یک کادانس مذهبی به معنی آمین، از وصل آکورد درجهٔ چهار (IV) به درجهٔ یک (I) به دست می‌آید. این کادانس نوعی توقف موقت است و پایان قطعی ایجاد نمی‌کند و ایست کوتاهی است برای تکرار یا جملهٔ بعدی موسیقی که در آوازهای کلیسایی رواج داشته و روی کلمهٔ آمین قرار می‌گیرد. کادانس پلاگال اگر پس از «کادانس کامل» بیاید، تأثیری پرحاشیه و حجیم‌تر دارد.

### کادانس فریب‌دهنده
در این نوع از کادانس، روند کادانس کامل انجام می‌شود ولی در آخرین آکورد، به جای آکورد درجهٔ یک (I) گام، یک آکورد «درجه فرعی» یا آکورد «غریبه» یا حتی یک آکورد دومینانت فرعی قرار می‌گیرد و بهتر است که آکورد آخر، به صورت «معکوس» باشد. هدف از کاربردِ این کادانس، تدارک برای پایان بردنِ گسترده‌تر یک قطعهٔ موسیقی است. یکی از متداول‌ترین وصل‌ها در کادانس فریب‌دهنده وصل آکوردِ درجهٔ پنج (V) به شش (VI) است که به کادانس شکسته معروف است که احساس ایست موقت دارد و نوعی شوک در موسیقی ایجاد می‌کند. اگر پس از آن با «کادانسِ کامل» قطعه به پایان برسد، تأثیر خوشایندی در شنونده دارد.

### کادانس نیمه‌تمام
کادانس نیمه‌تمام، کادانس ناقص یا نیم‌کادانس، شیوه‌ای است از وصل درجهٔ یک (I) گام، به درجهٔ پنج (V) است که حالت انتظار در شنونده ایجاد کرده و جملهٔ موسیقی به پایان نمی‌رسد. «کادانس نیمه‌تمام» ممکن است در پایان یک قطعه به کار گرفته شود و گوش را منتظر برای شنیدن قطعهٔ بعدی قرار دهد. این روش در فرم‌های کنسرتو نیز کاربرد دارد و برای شروع نوازنده سولیست است. کادانس نیمه‌تمام روی درجهٔ پنج گام، می‌ایستد.

### کادانس سوم پیکاردی
سوم پیکاردی، کادانس و آکوردی است که در گام مینور شکل می‌گیرد و آکورد آخر، با گام موازی آن به پایان می‌رسد. مثلاً اگر قطعه در لا مینور باشد، آکورد پایانی در لا ماژور است. سوم پیکاردی در گام‌های مدال و کلیسایی رواج داشته‌است. در مورد نام سوم پیکاردی، برخی آن را بر گرفته از نام شهر پیکاردی در فرانسه به خاطر وجود کلیساهای متعدد آن می‌دانند. کادانس سوم پیکاردی در دوره باروک رواج داشته و در آثار یوهان سباستیان باخ به وفور یافت می‌شود و در دوره کلاسیک توسط آهنگسازانی مانند: یوزف هایدن و ولفگانگ آمادئوس موتسارت مورد استفاده قرار گرفت. در دوره رومانتیک نیز در آثار فردریک شوپن به ویژه اکثر نوکتورن‌هایی که در گام مینور ساخته‌است، در گام ماژور به پایان می‌رسد.

## موسیقی ایرانی
|  |
|  |
|  |
|  |
|  |
|  |
|  |
|  |
|  |
|  |
|  |
|  |

فرود در موسیقی ایرانی، یک کادانس ملودیکِ ثابت است که در بداهه نوازی‌ها دچار تغییر می‌شود. فرود در دستگاه موسیقی ایرانی نقش ویژه‌ای دارد و عامل مهمی در پیوند گوشه‌ها به دستگاه اصلی است. گوشه‌های موسیقی ایرانی به سهم خود دارای استقلال نسبی هستند و در نهایت، فرود است که بیانگر مجموعهٔ وابستگی گوشه‌ها به یک دستگاه می‌شود. فرود می‌تواند کوتاه و شامل چند نت باشد یا به صورت یک قطعهٔ کامل ساخته شود و این به سلیقهٔ نوازنده یا آهنگساز مربوط می‌شود.

### شور
در کادانسِ ملودیک، گام شور پایین رونده است و از «درجهٔ دوم» به تونیک فرود می‌آید زیرا در حرکت بالا رونده نت محسوس ندارد. یکی دیگر از فرودهای شور درجهٔ چهار (IV) به یک (I) است که به بال کبوتر معروف است. در موسیقی غربی درجهٔ پنج (نمایان) مهمترین درجه بعد از «تونیک» است اما در گام شور «نمایان حقیقی» درجهٔ چهارم (زیرنمایان) است.

### نوا
گام نوا پایین رونده است و «محسوس» ندارد. «نمایان حقیقی» آن درجهٔ چهارم (زیر نمایان) است. فرودها در گام نوا روی درجهٔ ششم به صورت موقت است و فرود نهایی روی درجهٔ چهار (IV) به یک (I) است که مانند «شور»، «بال کبوتر» نامیده می‌شود.

### چهارگاه
گام چهارگاه دارای دو نت «محسوس» است و گامی بالا رونده و پایین رونده محسوب می‌شود و از هر دو طرف می‌تواند به «تونیک» فرود آید. این گام مانند شور پایین رونده و مثل اصفهان بالا رونده است. در «فرود مخصوص چهارگاه» درجهٔ ششم (VI) یا (رو نمایان) «حالت نمایان» دارد و به تونیک (I) حل می‌شود.

### همایون
دستگاه همایون گامی پایین رونده است و در حالت بالا رونده برای فرود، «نت محسوس» ندارد. در این دستگاه درجهٔ دوم (II) به عنوان نت شاهد و درجهٔ هفتم (VII) به عنوان نت ایست، توقف موقت دارند. در همایون درجهٔ چهارم (IV) اهمیتی بیشتر از درجهٔ پنجم (V) برای فرود دارد و «نمایان حقیقی» محسوب می‌شود.

### اصفهان
گام اصفهان بالا رونده، دارای «محسوس» و روی «تونیک» فرود می‌آید. درجاتِ مهم گام اصفهان عبارتند از درجهٔ یک (I)، پنجم نمایان (V) و درجهٔ ششم رو نمایان (VI) که «نتِ ایست» گام است و گاهی فرود اصفهان روی این درجه است.

### ماهور
فرود در دستگاه ماهور با اندکی تفاوت مانند «گام ماژور»، بالا رونده است. در ماهور «نت شاهد» و «پایه» یکی است و تفاوت آن با گام ماژور در این است که در ماهور، «ایست موقت» روی درجهٔ دومِ (روپایه) گام است و حالت «دومین شاهد» را دارد، ولی در گام ماژور درجهٔ دوم (II) یک درجهٔ فرعی است و دارای اهمیتِ کمی است.

### راست پنجگاه
راست پنجگاه تفاوتی با ماهور ندارد و اختلاف جزئی در حالت، مدگردیها و مایه آنان است. در تقسیم‌بندی وزیری راست پنجگاه از متعلقات ماهور نام برده شده‌است.

### سه‌گاه
درجات مهم دستگاه سه‌گاه عبارتند از درجهٔ یک (I)، درجهٔ سوم (III) یا (نت شاهد) و درجهٔ پنجم (V). فرود در سه‌گاه برخلاف معمول که باید روی تونیک باشد، روی درجهٔ سوم گام فرود کامل می‌کند و «نیم فرود» یا «کادانس ناقص» آن روی درجهٔ پنج است. در دانشِ هارمونی، نت شاهدِ سه‌گاه، سوم آکورد گام است و در صورت لزوم می‌توان از پایه آکورد همزمان در کنارِ نتِ شاهد، هنگام فرود استفاده کرد.

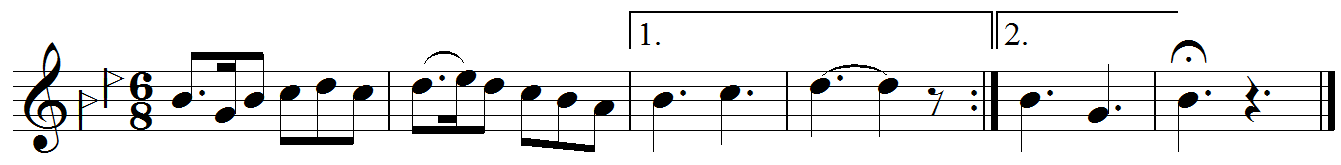
فرود ناقص و فرود کامل در دستگاه «سه‌گاه سل»
چپ|بشنوید

## یادداشت
1. ↑  Perfect Cadence
2. ↑  Plagal Cadence
3. ↑  Deceptive Cadence
4. ↑  Half Cadence
5. ↑  Picardy third